# Chambolle-musigny
Pour la commune homonyme, voir Chambolle-Musigny.
Le chambolle-musigny est un vin rouge français d'appellation d'origine contrôlée produit sur la commune de Chambolle-Musigny, dans le département de la Côte-d'Or.
Il est classé parmi les appellations communales du vignoble de la côte de Nuits, entre les AOC morey-saint-denis au nord et vougeot au sud. Le chambolle-musigny est exclusivement produit en rouge à partir de pinot noir N.
Un peu plus du tiers des vignes de l'appellation est classée comme premiers crus (58 des 151 hectares en 2023, soit près de 40 %). La réputation de grande qualité du chambolle-musigny s'est construite notamment grâce à la proximité des grands crus que sont le musigny et les bonnes-mares, qui ont leurs propres AOC et sont produits sur la même commune, sur des superficies de 10 ha et 15 ha respectivement.

## Histoire
Si la production du vin est prouvée sur la commune voisine de Gevrey depuis la période romaine, si des lieux-dits viticoles (les climats) sont attestés à Chambolle en fin de période médiévale, les vins portant le nom de chambolle commencent à devenir réputés dès le XVIIIe siècle.

### Implantation de la vigne
En fonction des historiens consultés, la viticulture bourguignonne remonterait à la période romaine, voire à celle des Gaulois (au IIe siècle avant notre ère). Les sources antiques sont imprécises : l'édit de l'empereur romain Domitien en 92 de notre ère interdit la plantation de nouvelles vignes hors d'Italie et ordonne d'arracher une partie des vignes en Gaule lyonnaise, aquitaine et narbonnaise afin de limiter la concurrence et de favoriser la production de céréales. Les effets de cet édit sont inconnus, ces vignobles sont supposés avoir survécu. Puis Probus annula cet édit en 280. En 312, Eumène (qui était d'Augustodunum, c'est-à-dire Autun) rédigea la première description du vignoble de la côte d'Or, appelé alors le pagus Arebrignus, essentiellement sur le territoire des Éduens.
Les fouilles archéologiques du XXIe siècle fournissent quelques précisions sur le Ier siècle : d'abord la production d'amphores vinaires (de type « gauloise 4 ») à partir de l'an 60 à Gueugnon et à Chalon-sur-Saône ; ensuite la mise au jour de serpettes à vendanger datant de l'Empire romain, de villas à « descentes de caves » pour les barriques à Brognon (La Rente de Mars, maintenant sous l'aire d'autoroute de Dijon-Spoy) et à Rouvres-en-Plaine (Derrière le Vau), ainsi que de la villa à pressoir des Tuillières à Selongey ; enfin la fouille du lieu-dit « Au-dessus de Bergis » à Gevrey-Chambertin en 2008-2009, interprétée comme étant les restes d'une vigne en pergolette sur plaine argileuse. Ce vignoble de plaine se serait implanté sur le coteau seulement à partir du haut Moyen Âge, avec aménagement progressif d'un parcellaire délimité par des haies, des murs, des murgers, des terrasses et des chemins.

### Développement du vignoble
Durant le Moyen Âge, le christianisme favorise l'extension de la vigne par la création de domaines viticoles par les institutions ecclésiastiques. Ainsi l'abbaye de Cîteaux, fondée en 1098, dispose de plantations en Côte-d'Or ; son cartulaire de 1110 comprend un domaine à Cambola, alors un hameau dépendant de Gilly (jusqu'au XVe siècle). Le nom de la commune vient de Campus Ebolliens, ou « Champ Bouillant », ce qui décrit la vivacité du cours d'eau intermittent, le Grône, qui sort de la combe après les orages. Le nom devient Chambola dans le cartulaire des cisterciens l'abbaye de la Bussière (installée depuis 1131 à La Bussière-sur-Ouche) au XIIe siècle. Au XIIIe siècle, Chambolle commença à évoluer quand des frères convers de l'abbaye de Cluny s'installent dans la paroisse pour planter de la vigne. Les premières mentions de lieux-dits viticoles à Chambolle remonteraient au XIVe siècle selon le cahier des charges de l'appellation. En août 1395, le duc de Bourgogne Philippe le Hardi décida d'améliorer la qualité des vins et interdit la culture du gamay au profit du pinot noir sur ses terres : cet ordre est renouvelé plusieurs fois, ce qui fait douter de son efficacité. En 1416, Charles VI fixa par un édit les limites de production du vin de Bourgogne. En 1422, d'après les archives, les vendanges eurent lieu en côte de Nuits au mois d'août. Après la mort de Charles le Téméraire en 1477, le vignoble de Bourgogne fut rattaché à la France, sous le règne de Louis XI.
À la fin du XVIe siècle et au XVIIe siècle, la façon de faire le vin rouge évolue vers des cuvaisons plus longues et donc des vins de plus en plus colorés et corpulents ; les élevages s'allongent, d'où des mises en vente qui se décalent, passant de novembre à février. En 1700, l'intendant Ferrand rédigea un Mémoire pour l'instruction du duc de Bourgogne lui indiquant que dans cette province les vins les meilleurs provenaient des « vignobles [qui] approchent de Nuits et de Beaune. » Dans la Description du duché de Bourgogne datant de 1778, « Chambole » est décrite comme une paroisse de 90 feux ; « Vins excellens qui ont beaucoup de bouquet & de franchiſe. M. Louis Pelletier de Cleri, Seigneur du lieu. Juſtice de l'Abbé de Ciſteaux. [...] Le Grône, torrent qui ſort de la combe, coule aſſez rarement ; une fontaine plus bas coulant plus fort qu'à l'ordinaire, avertit de la prochaine irruption du Grône, & tous travaillent à nétoyer ſon canal. Il inonda Chambole en 1744 ». À la fin de l'Ancien Régime, les propriétaires sont dans le vignoble de la côte majoritairement roturiers (vignerons, manouvriers, artisans et bourgeois), mais avec de petites surfaces, tandis que les meilleures parcelles sont la propriétés des privilégiés (ecclésiastiques et nobles). Les biens de ses derniers sont saisies au début de la Révolution française comme biens nationaux et revendues, principalement à la bourgeoisie. Par son arrêté du 23 novembre 1791, le district de Dijon attribue l'intégralité du clos de Vougeot à la commune homonyme, déboutant celles de Chambolle et de Flagey.

### XIXesiècle

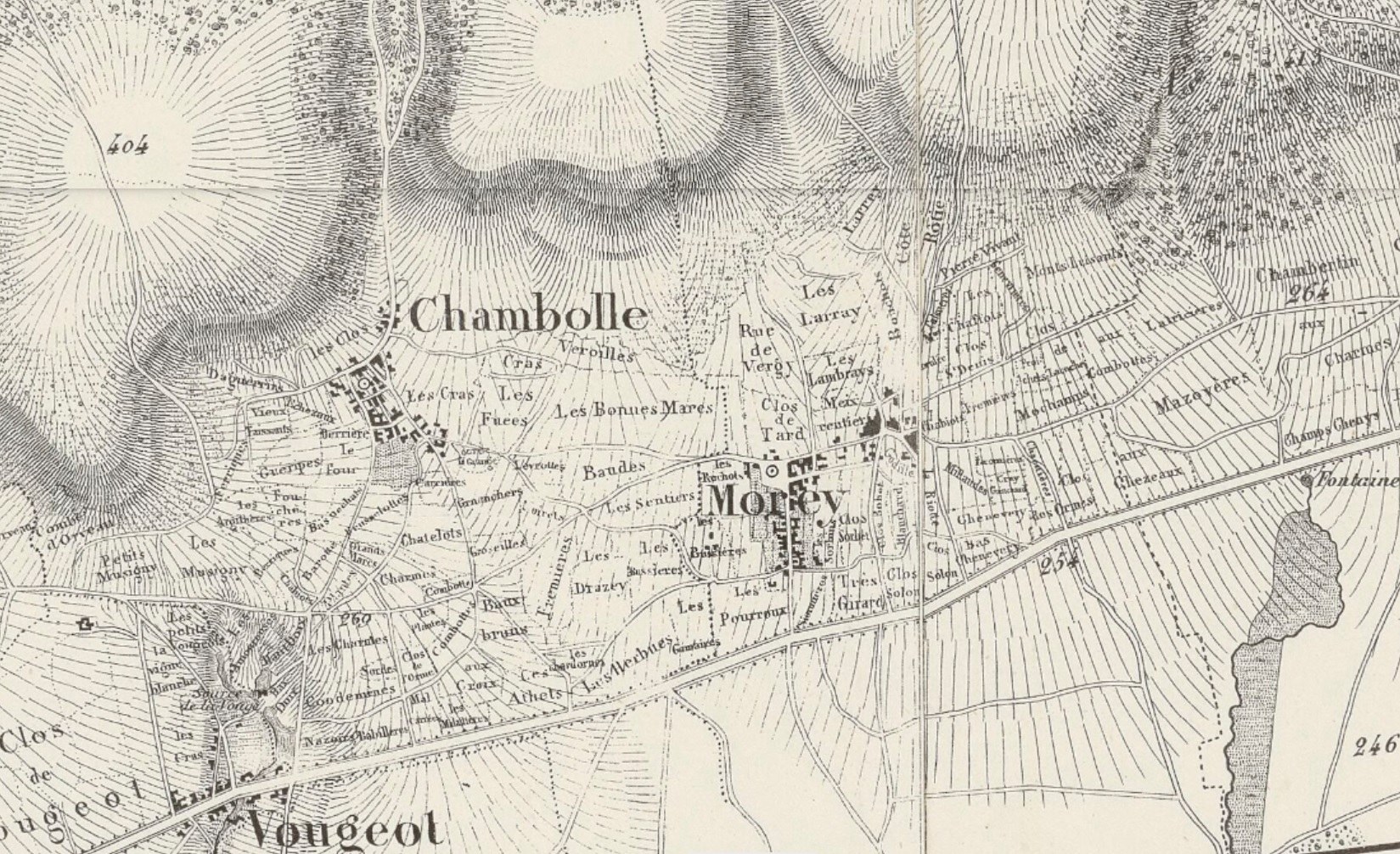
Carte d'une partie du vignoble de la côte de Nuits, entre la « montagne » (à l'ouest, ici en haut) et la plaine (à l'est, en bas), montrant la portion entre le clos de Vougeot (au sud, à gauche) et Chambertin (au nord, à droite), Chambolle étant à la sortie de sa combe, juste au-dessus de Vougeot.

Le Grône inonde le village en 1803, 1816 et 1836, puis son lit temporaire est couvert. En 1816, André Jullien dans sa Topographie de tous les vignobles connus cite des crus de Chambolle parmi sa première classe, mais les présente comme inférieurs à la Romanée-Conti, au Chambertin, au Richebourg, au Clos-Vougeot, à « la Romanée-de-Saint-Vivant », la Tâche et au Saint-George :

« Indépendamment des crus distingués dont je viens de parler, il y a dans quelques cantons moins célèbres, des coteaux privilégiés dont les vins approchent de la qualité de ceux que j'ai cités. Tels sont : le clos de Prémeau, à une demi-lieue de Nuits ; le Musigny, territoire de Chambolle ; le Clos-du-Tart, les Bonnes-Mares, le Clos-à-la-Roche et les Veroilles, dans celui de Morey ; […]. Ces vignes n'ayant que peu d'étendue, ne sont pas connues hors de la Bourgogne, et les vins qu'elles produisent se vendent toujours moins cher que ceux des crus en réputation, quoiqu'ils leur soient comparables pour la qualité.

[…] Chambolle, à trois quarts de lieue de Nuits. Ce vignoble est surnommé le Volnay de la côte de Nuits. Ses vins, quoique très-agréables et fins, ont un peu plus de corps et de spiritueux que le Volnay, et bien plus de durée ; mais leur goût est moins franc. Celui de la vigne dite le Musigny, que j'ai citée à la suite des vins de première classe, peut aller de pair avec ceux de la Tâche, de Saint-George et de Corton ; les autres premières cuvées différent peu des meilleures de Beaune. »

Sous la Restauration, un tiers du vignoble chambollois appartient à des propriétaires dijonnais, tels que l'hôpital (101 parcelles sur la commune pour un total de 8,38 ha), des avocats ou des rentiers. En 1828, le vignoble de ce village comptait 190 hectares de vignes (dont 33 hectares plantés en pinot noir et le reste en gamay), 155 hectares en 1855 et 258 hectares en 1870. En 1831, Denis Morelot décrit les différents climats bourguignons :

« Au couchant du clos de Vougeot, et avant d'entrer à Chambolle, on trouve les Musigny, les Amoureuses, les Hauts-Douais, vignobles d'environ treize hectares (325 ouvrées), et qui fournissent un vin qui a beaucoup de rapport avec celui des Romanées. Plus bas, en descendant, on rencontre les climats des Charmes, des Sordres, des Babillers, qui donnent de très-bons vins, quoiqu'un peu inférieurs à ceux des Musigny.

En suivant le chemin, depuis la hauteur du village et en allant toujours au nord, on trouve à gauche les Cras, les Friéez, les Nones, les Varoilles, les Bonnes-Mares, tous cantons distingués, d'une étendue d'environ vingt-cinq hectares (600 ouvrées), qui produisent un vin extrêmement fin, et qui diffère peu de celui des climats cités plus haut. A droite, c'est-à-dire en descendant vers la plaine, sont les vignobles nommés le Clos-à-l'Orme, les Gruanchets, les Noirots, les Beaubruns, les Bandes, etc. Les vins de ces cantons, quoique bons, n'ont pas des qualités aussi distinguées que ceux qui sont à la partie plus élevée. »

Dans les décennies 1830 et 1840, la pyrale survient et attaque les feuilles de la vigne. Elle est suivie à partir de 1850 d'une maladie cryptogamique, l'oïdium, un champignon qui se développe sur les feuilles : les viticulteurs luttent contre lui en aspergeant les vignes de soufre utilisé contre fongicide (soufrage).

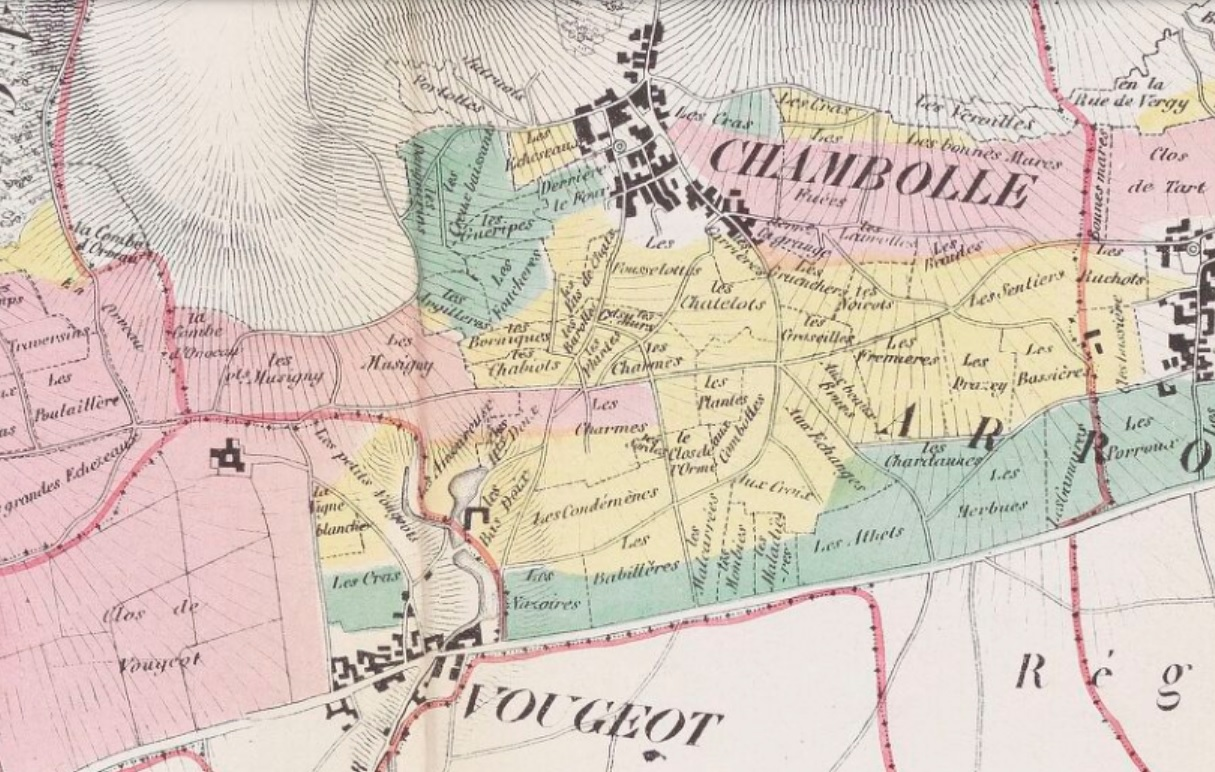
Plan des climats de Chambolle selon le classement de 1861 (reprenant la carte de 1855) : la première classe de vins est en rose, la deuxième classe en jaune, la troisième classe en vert ; les vignes à l'est de la route ne sont pas classées. La classement a évolué depuis.

En 1861, le Comité d'Agriculture de Beaune comptabilisa une surface de plants fins (plantée en pinot noir) de 162,9 ha, répartie en trois classes de vins :
- 48,96 ha sont en 1re classe (soit 30 %), qui correspondent à un peu plus que les grands crus actuels : le bas de la Combe-d'Orveau (la parcelle actuellement classée en musigny), les Petits-Musigny, les Musigny, le haut des Amoureuses, des Hauts-Doix et des Charmes, Derrière-la-Grange, Lavrottes, le haut des Gruenchers, des Baudes, des Sentiers, les ⅔ bas des Fuées, ainsi que les Bonnes-Mares (mais sans le haut au sud, ni les Véroilles) ;
- 83,16 ha en 2e classe (51,1 %), soit à peu près les premiers crus actuels ;
- et 30,81 ha en 3e classe (18,9 %), soit les climats au sud du village et surtout ceux à l'est le long de la route[33].

Le millésime 1865 a donné des vins aux teneurs naturelles en sucres très élevées et des vendanges assez précoces. En 1870, le vignoble couvrait 258 hectares ; en 1890, 300 ha. À la fin du XIXe siècle arrivent deux nouveaux fléaux de la vigne : le premier fut le mildiou, autre maladie cryptogamique traité avec du sulfate de cuivre (bouillie bordelaise), le second le phylloxéra. Cet insecte térébrant venu d'Amérique mis très fortement à mal le vignoble à partir de 1878, entraînant à terme la mort de la totalité des vignes. La seule parade trouvée est le replantage intégral avec greffage sur des pieds américains capables de vivre en présence du phylloxéra. Le provignage est abandonné à cette occasion, les vignes sont désormais plantées en rangées et palissées. Par le décret du 15 avril 1878, le village de Chambolle est renommé Chambolle-Musigny, imitant la majorité des autres communes viticoles qui rajoutèrent à leur nom celui d'un cru prestigieux (Gevrey la première dès 1847, Vosne en 1866 ; Morey attendant 1927).

### XXesiècle
Le Grône déborde de nouveau en 1900, 1979 et 1983, inondant le village. Le mildiou provoqua un désastre considérable en 1910. Une cave coopérative est fondée à Chambolle en 1911 (ce qui correspond à tout un mouvement en côte de Nuits : Morey puis Brochon ouvrent la leur en 1911, Gevrey et Nuits en 1912 ; la côte de Beaune est plus tardive avec Pommard en 1920 et Beaune en 1957). La création des appellations d'origine par la loi du 6 mai 1919 oblige les producteurs et le commerce à donner aux vins des noms conformes à leur origine, ce qui entraine la limitation par décision de justice du 29 avril 1930 de l'appellation bourgogne (qu'on pouvait compléter d'un nom de commune) aux seuls vins réalisés avec du pinot noir ou du chardonnay, rejetant le gamay, l'aligoté et les hybrides considérés comme de moindre qualité. Le 16 avril 1929, le tribunal de Dijon limite l'aire de production du à « la partie du terrain de Chambolle délimitée au levant de la route nationale 74, à l'ouest par la friche commune », ce qui interdit aux vins de Morey-Saint-Denis d'être vendus sous le nom de Chambolle-Musigny, comme cela se faisait auparavant.
Pendant ce temps, Henri Gouges (de Nuits, président du syndicat de défense des Grands Vins de Bourgogne) avait rejoint au niveau national le combat mené par le sénateur Joseph Capus et le baron Pierre Le Roy de Boiseaumarié qui allait aboutir à la création des appellations d'origine contrôlée. Il devint le bras droit du baron à l'INAO. Ainsi le 11 septembre 1936, voit la création de l'appellation Chambolle-Musigny ; par le même décret est créée l'appellation Musigny. En cette même année 1936, est créée l'appellation Bonnes-Mares. Le décret d'appellation autorise d'utiliser du « pinot noirien » (le pinot noir), pinot beurot et pinot lièbault, avec comme pour les autres AOC tolérance pour quinze ans d'y adjoindre des plants de Renevey (alias le pinot Renevey, ou pinot à queue verte), ainsi qu'autorisation d'y rajouter jusqu'à 15 % de pinot blanc, pinot gris et chardonnay. Les rendements étaient limités à 35 hectolitres par hectare (moyenne calculée sur cinq années). À ce décret fournissant un cahier des charges à l'appellation se rajoute celui du 14 octobre 1943, qui institue les premiers crus.
L'appellation connait ensuite les mêmes évolutions que ses voisines : les viticulteurs (ceux qui cultivent la vigne) vinifient de plus en plus leurs vins (au lieu de vendre leurs raisins), se mettant à les vendre eux-mêmes (plutôt qu'en passant par un négociant nuiton ou beaunois) ; dans les années 1960 et 1970, l'enjambeur remplace le cheval, complété par le chenillard sur les pentes ; les techniques en viticulture et œnologie évoluent pendant les cinquante ans suivants : vendange en vert, table de triage, cuve en inox, pressoir électrique puis pneumatique, etc.

### XXIesiècle
Avec la canicule de 2003, le ban des vendanges est prononcé pour le 19 août en Bourgogne, soit avec un mois d'avance (en 2002, c'était le 16 septembre), des vendanges très précoces qui ne s'étaient pas vues depuis 1420 (16 août à Dijon), 1523 (16 août) et 1865 d'après les archives. En octobre 2009, la publication du nouveau cahier des charges de l'appellation déclenche des négociations pour obtenir de l'INAO des modifications : légère augmentation du sucre minimum devant être contenu dans les moûts ; augmentation des rendements maximums, qui passent de 40 hl/ha à 50 (tandis que les 1ers crus passent à 48). Ces modifications sont entérinées par le décret du 14 novembre 2011.
Les 27 et 28 janvier 2024, les deux villages de Chambolle-Musigny et de Morey-Saint-Denis accueillent ensemble la fête de la Saint-Vincent tournante ; Chambolle avait précédemment organisé la première fête en 1938, puis de nouveau en 1954 et 1979. Sont proposées à la dégustation non seulement deux cuvées de la Saint-Vincent (un chambolle-musigny et un morey-saint-denis 2022) réalisées à partir des dons des producteurs, mais aussi des bouteilles des millésimes 2017 à 2020 offertes par près de 70 domaines, que ça soit des bourgognes pinot noir, des appellations communales ainsi que des premiers crus.

## Vignoble

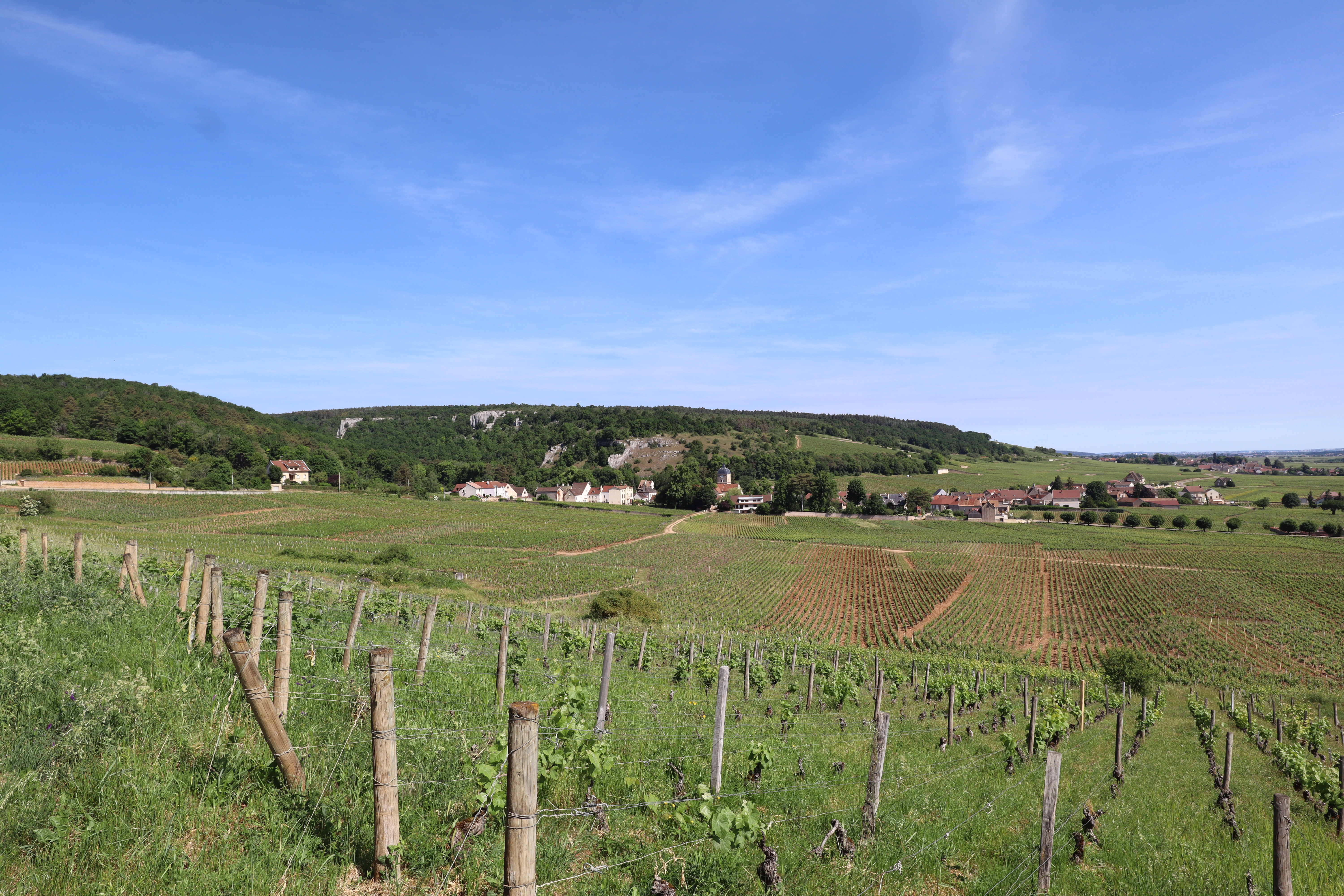
Chambolle-Musigny : la forêt couvre toute la partie occidentale, entaillée par la combe d'Orveaux (plus au sud) et celle de Chambolle ; le débouché de cette dernière est occupé par le village, tandis que le vignoble occupe le coteau et surtout les faibles pentes descendant vers l'est.

La commune de Chambolle-Musigny se situe dans le département de la Côte-d'Or, en Bourgogne. Ce vignoble se situe sur la route des Grands Crus, entre d'une part le vignoble de Morey-Saint-Denis au nord, d'autre part celui de Vougeot au sud-est, sur la côte de Nuits, à 13 km de Dijon et 4 km de Nuits-Saint-Georges.
Le vignoble de la commune de Chambolle-Musigny ne produit pas que du vin de l'appellation communale chambolle-musigny (qu'il soit classé parmi les premiers crus ou non), mais aussi les grands crus bonnes-mares (au nord, se poursuivant un peu sur la commune de Morey-Saint-Denis) et musigny (au sud, collé au clos de Vougeot), ainsi que l'appellation régionale bourgogne (à l'est de la D974). Les vins issus des grands crus qui ne rempliraient pas les conditions leur donnant le droit à cette appellation peuvent être désignés (repliés) sous l'appellation chambolle-musigny premier cru.
En 2018, 152,99 ha sont consacrés à la production du chambolle-musigny, soit un cinquième de la surface totale de la commune (757 ha), dont 58,25 ha classés en premiers crus. En 2008, la surface en production était de 152,23 hectares, dont 56,23 ha en premier cru. En 2023, ces valeurs étaient de 151 ha et 58 ha respectivement, elle s'avèrent donc très stables au cours des années.
La classification en premier cru dépend du climat et du respect de normes de culture et d'élaboration du vin plus exigeantes édictées par le cahier des charges : les rendements, la richesse naturelle en sucre, les titres alcooliques minimum et maximum.

### Géologie et orographie
L'aire d'appellation couvre un tronçon de la côte de Nuits, d'orientation générale du nord-nord-est vers le sud-ouest ; son versant est donc majoritairement face à l'est ou au sud-est (sauf dans les deux combes), profitant d'une bonne exposition au soleil, qui réchauffe les vignes dès le petit matin. Le vignoble produisant le chambolle-musigny se situe entre 253 (sur la D974) et 348 m (aux Véroilles) ; le milieu du coteau est entaillé par la combe de Chambolle (combe Ambin) et à son extrémité sud par la combe d'Orveaux, deux vallées sèches au climat un peu plus frais, dont les débouchés correspondent à deux cônes de déjection (formés par des torrents saisonniers en périodes glaciaires et périglaciaires ; le Grône ne renaît qu'en cas de fort orage). Les climats immédiatement au sud du village ont la particularité d'être exposés vers le nord-est et l'est-nord-est.
Les types de roches se succèdent du haut jusqu'en bas du coteau, descendant de l'altitude de 441 m (à l'extrémité occidentale de la commune, en pleine forêt) jusqu'à la cote 240 (à l'extrémité orientale, en plaine). Les différentes couches du sous-sol se sont déposées pendant le Jurassique moyen (aux Bajocien et Bathonien) par sédimentation marine ; puis le relief s'est formé à la fin de l'Oligocène lors de l'effondrement du fossé bressan, la côte ainsi formée étant désormais structurée par une série de failles parallèles au coteau, complétées par celles est-ouest qui fracturent les couches géologiques et découpent un grand nombre de compartiments ; enfin l'érosion du relief, notamment durant les glaciations quaternaires, a tout recouvert de colluvions.
Le sommet boisé de la côte pousse sur un sous-sol de calcaire de Comblanchien, dur et de couleur crème, affleurant sous forme de falaises dans les deux combes ; à cause des jeux de faille, cette pierre réapparait en sous-sol de la partie méridionale de la côte (sud des Chatelots, bas des Feusselotes, haut des Charmes, Chabiots, Borniques, haut des Amoureuses et Musigny). Le haut du coteau viticole (haut des Véroilles) se trouve sur du calcaire à oolithes blanches, puis rapidement du calcaire de Prémeaux gris-beige et plus dur (Véroilles, haut des Cras, les Clos, les Echesaux) ; du fait du décrochement sur la faille au niveau de la D122, on retrouve le Prémeaux à l'est (Sentiers, Baudes, Noirots) et plus loin au sud (bas des Amoureuses). Les marnes jaune-vert clair à Ostrea acuminata (une petite huître) est présente en haut des Bonnes Mares, puis laisse la place au calcaire à entroques, un banc massif ocre ponctué de taches d'oxydes de fer et de calcite, au-dessus de la D122 (Bonnes Mares, haut des Feusselotes), d'où sort la Vouge en-dessous du Musigny. Les failles font sortir au sud des Bonnes Mares des calcaires argileux (Fuées, Les Cras). Au débouché de la combe s'étalent d'épaisses alluvions, comprenant des cailloutis arrachés à la montagne, surtout des galets de Comblanchien (Le Village, Aux Combottes, Aux Échanges, Derrière le Four, Pas de Chat, les Barottes, partie sud des Charmes, Les Condemennes). En pied de versant, se trouve un conglomérat saumon de l'Oligocène composé de petits galets de calcaires pris dans une matrice de couleur rose (Bussières, Drazey, Fremières, Beaux Bruns, bas des Echanges, Aux Croix, Clos de l'Orme, milieu des Charmes, Bas-Doix, Les Cras). En plaine, immédiatement à l'ouest de la D974, ce sont des marnes gris-bleu de Bresse du Pliocène (Herbues, Athets, Mombies, bas des Babillères). Au-delà de la route, la plaine est composée de graviers sableux (lieu-dit Les Graviers, en appellation régionale).

### Pédologie
Chaque couche géologique en sous-sol a des conséquences sur le type de sol en surface. Ainsi, le calcaire de Prémeaux donne des sols argileux et pierreux ; sa désagrégation a comme conséquence la présence plus bas de placages de chailles (des nodules silicieux) qu'on trouve sur les premiers crus à l'est des Bonnes Mares. Les marnes à Ostrea acuminata donne des sols argilo-limoneux, brun-jaune. Le calcaire à entroques fournit des sols brun-rouge argilo-limoneux riches en pierres ocres (les « terres rouges » du bas des Bonnes Mares). Des dépôts de grèzes litées (des graviers cryoclastiques) couvrent le haut des Fouchères et une partie du haut du Musigny, avec des marnes entre les deux, ces dernières donnant un sol argileux sur le bien-nommé Les Argillières. Le calcaire de Comblanchien offre des sols argileux et pierreux ; le conglomérat saumon des sols riches en petites pierres arrondies ; les marnes de Bresse des sols très argileux et pauvres en cailloux.
Si le haut du coteau a des sols peu épais (quelques dizaines de centimètres), les dépôts plus bas forment un glacis au sol de plus en plus épais, la roche-mère calcaire n'apparaissant qu'à plusieurs mètres de profondeur lors des sondages. Le milieu de versant, où se trouvent grands crus et premiers crus, ont donc des sols pierreux, peu épais et bien drainant.
Les climats de l'appellation communale sont principalement en bas, sur des sols qui s'approfondissent et comportent beaucoup plus d'argile : terre argilo-limoneuse du piedmont de la côte viticole, colluviaux, légèrement lessivés,. Aux limons argileux à cailloutis se rajoutent les apports anthropiques, dus aux amendements et recharges des parcelles dégradées par le ruissellement (anthrosol), ainsi que le comblement des quelques carrières.

### Climatologie
Le climat bourguignon est un climat tempéré océanique à légère tendance continentale. L'influence océanique se traduit par des pluies fréquentes en toutes saisons (avec néanmoins un maximum en automne et un minimum en été) et un temps changeant. L'influence semi-continentale se traduit par une amplitude thermique mensuelle plutôt élevée, se caractérisant par des hivers plus froids avec quelques chutes de neige, et des étés plus chauds que sur les littoraux, avec à l'occasion de violents orages. Les données climatiques de la station météo de Dijon-Longvic (l'aéroport de Dijon-Bourgogne) ci-dessous en rendent compte, mais cette station se situe 13 kilomètres au nord-est de Chambolle-Musigny.
En raison de l'actuel réchauffement climatique, les vendanges sont souvent plus précoces de quelques jours (le débourrement, la floraison et la véraison de la vigne se faisant plus tôt).

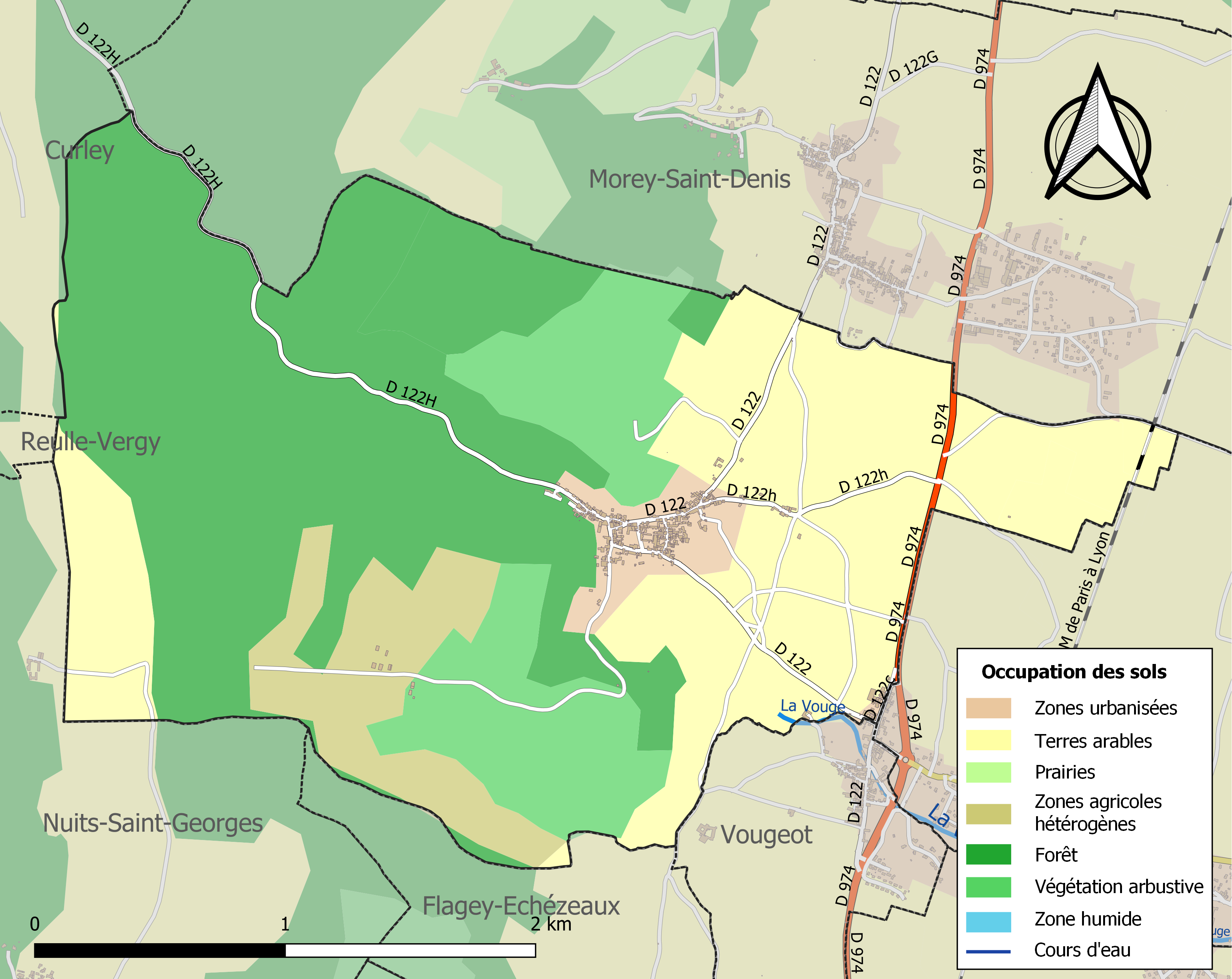
Carte de l'occupation des sols sur la commune de Chambolle-Musigny : l'aire d'appellation se limite aux terres cultivées (ici, en jaune) entre le haut du coteau et la route D974.

| Mois                              | jan. | fév. | mars  | avril | mai   | juin  | jui.  | août  | sep.  | oct. | nov. | déc. | année   |
| --------------------------------- | ---- | ---- | ----- | ----- | ----- | ----- | ----- | ----- | ----- | ---- | ---- | ---- | ------- |
| Température minimale moyenne (°C) | −0,2 | 0    | 2,6   | 5,2   | 9,2   | 12,8  | 14,9  | 14,6  | 11    | 7,6  | 3,3  | 0,7  | 6,8     |
| Température moyenne (°C)          | 2,7  | 3,8  | 7,5   | 10,7  | 14,6  | 18,5  | 20,8  | 20,4  | 16,4  | 11,8 | 6,5  | 3,4  | 11,4    |
| Température maximale moyenne (°C) | 5,6  | 7,6  | 12,5  | 16,2  | 20    | 24,2  | 26,7  | 26,2  | 21,7  | 16,1 | 9,7  | 6,1  | 16,1    |
| Nombre de jours avec gel          | 16   | 14,6 | 7,7   | 2,1   | 0     | 0     | 0     | 0     | 0     | 1,1  | 6,5  | 13,6 | 61,6    |
| Ensoleillement (h)                | 60,8 | 95,1 | 159,8 | 193,7 | 215,5 | 240,3 | 256,9 | 239,7 | 190,9 | 118  | 66,5 | 52,9 | 1 890,1 |
| Précipitations (mm)               | 56,8 | 42,9 | 48,2  | 57,5  | 76,1  | 65,8  | 64,9  | 62    | 56,4  | 73,6 | 77,6 | 61,6 | 742,4   |

| Diagramme climatique                                  |          |             |             |           |              |              |            |            |             |            |            |
| J                                                     | F        | M           | A           | M         | J            | J            | A          | S          | O           | N          | D          |
| 5,6−0,256,8                                           | 7,6042,9 | 12,52,648,2 | 16,25,257,5 | 209,276,1 | 24,212,865,8 | 26,714,964,9 | 26,214,662 | 21,71156,4 | 16,17,673,6 | 9,73,377,6 | 6,10,761,6 |
| Moyennes : • Temp. maxi et mini °C • Précipitation mm |          |             |             |           |              |              |            |            |             |            |            |

### Climats de l'appellation
Le nom de l'appellation sur l'étiquette d'une bouteille de chambolle-musigny peut être suivi du nom du climat sur lequel il a été produit. 24 de ces climats sont classés comme premiers crus, à condition de respecter les critères spécifiques fixés par le cahier des charges pour l'ensemble de ces dénominations géographiques. Certains climats sont seulement partiellement classés en premier cru.
| Climats                                                           | parcelles cadastrales,                                                              | Superficies     |
| ----------------------------------------------------------------- | ----------------------------------------------------------------------------------- | --------------- |
| Aux Beaux Bruns (partie haute)                                    | AC 1 à 5                                                                            | 1 ha 53 a 86 ca |
| Aux Combottes                                                     | AE 159 à 161, 163 à 166, 169 à 173, 175, 177, 178, 219 à 222, 238 à 241, 269 et 270 | 1 ha 19 a 34 ca |
| Aux Combottes (ou « Les Combottes »)                              | AE 179 à 185, 187, 189 à 193, 227, 228 et 242                                       | 82 a 92 ca      |
| Aux Échanges (partie haute)                                       | AE 1                                                                                | 92 a 60 ca      |
| Derrière la Grange                                                | AH 1                                                                                | 47 a            |
| La Combe d'Orveau                                                 | AN 10 à 14, 15 (1/5), 16, 64, 65                                                    | 2 ha 38 a 28 ca |
| La Combe d'Orveau                                                 | AN 15 (4/5)                                                                         | 61 a 28 ca      |
| Les Amoureuses                                                    | AL 104 à 108                                                                        | 50 a 99 ca      |
| Les Amoureuses                                                    | AM 165 à 171, 176 à 179, 181 à 188, 190 à 199, 203, 204, 207 et 234 à 243           | 4 ha 89 a 14 ca |
| Les Baudes                                                        | AB 163 à 178, 180, 182, 183, 273 et 307 à 310                                       | 3 ha 41 a 61 ca |
| Les Borniques                                                     | AL 109 à 119, 281 et 299                                                            | 1 ha 42 a 84 ca |
| Les Carrières                                                     | AK 280, 281, 283 et 376                                                             | 52 a 56 ca      |
| Les Chabiots                                                      | AL 94, 96 à 98, 100 à 103 et 276 à 280                                              | 1 ha 50 a 31 ca |
| Les Charmes                                                       | AE 143 à 149, 234 et 235                                                            | 80 a 61 ca      |
| Les Charmes                                                       | AH 81, 84 à 102, 104, 105, 210 à 217, 224 et 225                                    | 2 ha 72 a 89 ca |
| Les Chatelots                                                     | AH 137 à 173, 175, 176, 218 et 219                                                  | 2 ha 96 a 39 ca |
| Les Cras (partie basse)                                           | AK 237 à 240, 243, 277, 332 à 335 et 338                                            | 3 ha 44 a 62 ca |
| Les Feusselottes (ex « Les Grands Murs », ou « Les Feusselotes ») | AH 111 à 114                                                                        | 76 a 83 ca      |
| Les Feusselottes (ou « Les Feusselotes »)                         | AH 115 et 117 à 136                                                                 | 2 ha 49 a 68 ca |
| Les Feusselotes (ou « Les Feusselottes »)                         | AK 285 à 289, 291 à 293, 326, 327, 381 et 382                                       | 1 ha 13 a 7 ca  |
| Les Fuées                                                         | AB 197 à 199, 201, 202 (½), 203 à 231, 233 à 239, 268, 295 et 296                   | 4 ha 38 a 41 ca |
| Les Groseilles                                                    | AH 50 à 62, 199 à 202, 222 et 223                                                   | 1 ha 33 a 86 ca |
| Les Gruenchers                                                    | AH 3, 6, 8, 12 à 27, 29, 30, 197, 220 (⅓), 232, 233, 239 et 240                     | 2 ha 82 a 36 ca |
| Les Hauts Doix                                                    | AM 200, 201, 211, 212, 267 et 268                                                   | 1 ha 73 a 75 ca |
| Les Lavrottes                                                     | AB 191 à 196                                                                        | 91 a 95 ca      |
| Les Noirots                                                       | AB 184 à 190                                                                        | 63 a 96 ca      |
| Les Noirots                                                       | AH 31 à 49                                                                          | 2 ha 20 a 83 ca |
| Les Plantes                                                       | AE 150 à 155, 157, 158, 267 et 268                                                  | 1 ha 77 a 95 ca |
| Les Plantes                                                       | AH 106 à 110                                                                        | 78 a 64 ca      |
| Les Sentiers                                                      | AB 138 à 146, 149 à 158, 160, 161, 271, 272, 299 et 300                             | 4 ha 89 a 45 ca |
| Les Véroilles                                                     | AB 20 p, 21 p, 22 p, 40, 269 et 270                                                 | 60 a 26 ca      |

En-dehors de ces lieux-dits ayant droit à la mention premier cru, d'autres climats peuvent être indiqués sur l'étiquette. Ceux-ci font la transition entre les premiers crus et les parcelles plus basses encore (jusqu'à la voie ferrée), ces dernières produisant les appellations régionales.
| Climats                           | parcelles cadastrales, | Superficies     |
| --------------------------------- | --- | --------------- |
| Aux Beaux Bruns (partie basse)    | AC 6 à 11 | 91 a 53 ca      |
| Aux Combottes                     | AE 159 à 161, 163 à 166, 169 à 173, 175, 177, 178, 219 à 222, 238 à 241, 269 et 270                                                               | 1 ha 19 a 34 ca |
| Aux Croix                         | AE 55 à 57, 60 à 72, 243 à 246 | 2 ha 53 a 84 ca |
| Aux Échanges (partie basse)       | AE 2, 4, 6 à 12 et 215 à 218 | 1 ha 59 a 1 ca  |
| Derrière le Four                  | AL 36, 37, 39, 40, 42 à 60, 62 à 72, 267 à 269 et 300 à 304                                                                                       | 3 ha 46 a 83 ca |
| La Combe d'Orveau                 | AN 1 à 7 | 2 ha 5 a 84 ca  |
| Le Village                        | AK 42, 48, 49, 154, 155, 167 p, 193, 195, 204 à 206, 211, 219, 345, 395, 397, 398 et 418                                                          | 1 ha 78 a 53 ca |
| Les Argillières                   | AL 150 à 154, 156 à 162, 164 à 166, 282 et 283 | 1 ha 37 a 63 ca |
| Les Argillières                   | AN 46 (⅔), 47 : 2/3, 48 (½) et 49 à 53 | 80 a 68 ca      |
| Les Athets                        | AE 13 à 17, 25, 26, 30 à 54, 247, 249, 251, 255, 257,259,261, 263,265 et 271                                                                      | 4 ha 69 a 99 ca |
| Les Babillères                    | AM 74 à 82, 84 à 102, 261 et 262 | 3 ha 74 a 56 ca |
| Les Barottes                      | AL 90 et 292 à 298 | 89 a 76 ca      |
| Les Bas Doix                      | AM 151 à 159 | 1 ha 75 a 11 ca |
| Les Bussières                     | AC 77 à 81, 84, 86 à 96, 223, 224, 267 à 271, 274, 291, 292, 297, 298, 310 et 311                                                                 | 4 ha 10 a 29 ca |
| Les Clos                          | AK 295 à 299, 303 à 307, 309, 316 a, 409 et 410                                                                                                   | 1 ha 99 a 94 ca |
| Les Clos de l'Orme                | AE 130 à 140, 214, 236 et 237 | 1 ha 74 a 39 ca |
| Les Chardannes                    | AC 172 à 178,180 à 184,186 à 191, 193 à 197,199 à 220,227, 228, 245, 246, 260, 261 et 312                                                         | 3 ha 44 a 97 ca |
| Les Combottes                     | AH 72 | 3 a 54 ca       |
| Les Condemennes                   | AM 38 à 49, 51 à 71, 215, 216, 269 et 270 | 5 ha 3 a 32 ca  |
| Les Cras (partie haute nord)      | AB 240 à 251, 253 à 265, 301 et 302 | 1 ha 46 a 76 ca |
| Les Cras (partie haute sud)       | AK 245 à 263, 270 à 275 et 346 | 1 ha 31 a 29 ca |
| Les Creux Baissants               | AL 183 à 218, 220 à 235, 274 et 275 | 3 ha 78 a 45 ca |
| Les Danguerrins                   | AL 168, 169 : 1/5, 171 à 178 et 180 à 182 | 1 ha 79 a 19 ca |
| Les Drazey                        | AC 52 à 55, 57 à 72, 75, 225, 226, 247 à 249, 272, 273 et 301 à 307                                                                               | 3 ha 89 a 47 ca |
| Les Échésaux                      | AL 20 à 35 | 1 ha 77 a 39 ca |
| Les Fouchères                     | AL 120, 122 à 130, 132 à 137 et 270 à 273 | 2 ha 74 a 14 ca |
| Les Fremières                     | AC 12 à 19, 22 à 27, 29 à 33, 35 à 49, 250 à 253, 262 à 265, 275, 276, 289 et 290                                                                 | 4 ha 69 a 72 ca |
| Les Gamaires                      | AC 98 à 100, 102 à 115, 295 et 296 | 3 ha 50 a 83 ca |
| Les Guérippes                     | AL 138 à 144, 146, 147, 149 et 284 à 287 | 1 ha 70 a 89 ca |
| Les Herbues                       | AC 116 à 119, 129, 131, à 134, 137 à 141, 143 à 148, 150, 151, 157 à 171, 221, 229 à 239, 243, 244, 278, 279, 282, 283, 286, 287, 293, 308 et 309 | 5 ha 96 a 30 ca |
| Les Jutruots                      | AL 9, 13 à 17, 18 p et 19 | 72 a 27 ca      |
| Les Mal Carrées                   | AE 112 à 129 | 2 ha 13 a 53 ca |
| Les Maladières                    | AE 73, 74, 76, 78 à 94, 213 et 223 à 226 | 2 ha 51 a 53 ca |
| Les Mombies                       | AE 95 à 103, 105 à 111 et 194 à 196 | 2 ha 23 a 3 ca  |
| Les Nazoires                      | AM 103, 105, 106, 108 à 126, 128 à 139, 147, 232 et 233                                                                                           | 2 ha 50 a 90 ca |
| Les Pas de Chat                   | AL 73 à 89 | 1 ha 75 a 61 ca |
| Les Porlottes                     | AL 237 p, 238 à 240, 242, 243, 245 à 248, 259 à 264, 305 à 308                                                                                    | 53 a 3 ca       |
| Les Sordes                        | AM 35 à 37 | 39 a 21 ca      |
| La Taupe                          | AN 62 et 63 | 40 a 90 ca      |
| La Taupe                          | A 139 p et 201 | 47 a 81 ca      |
| Les Véroilles (la majeure partie) | AB 1 à 19, 20 p, 21 p, 22 p, 23 à 38, 41 à 54, 56 à 65, 326, 327 et 415                                                                           | 5 ha 17 a 31 ca |

### Encépagement

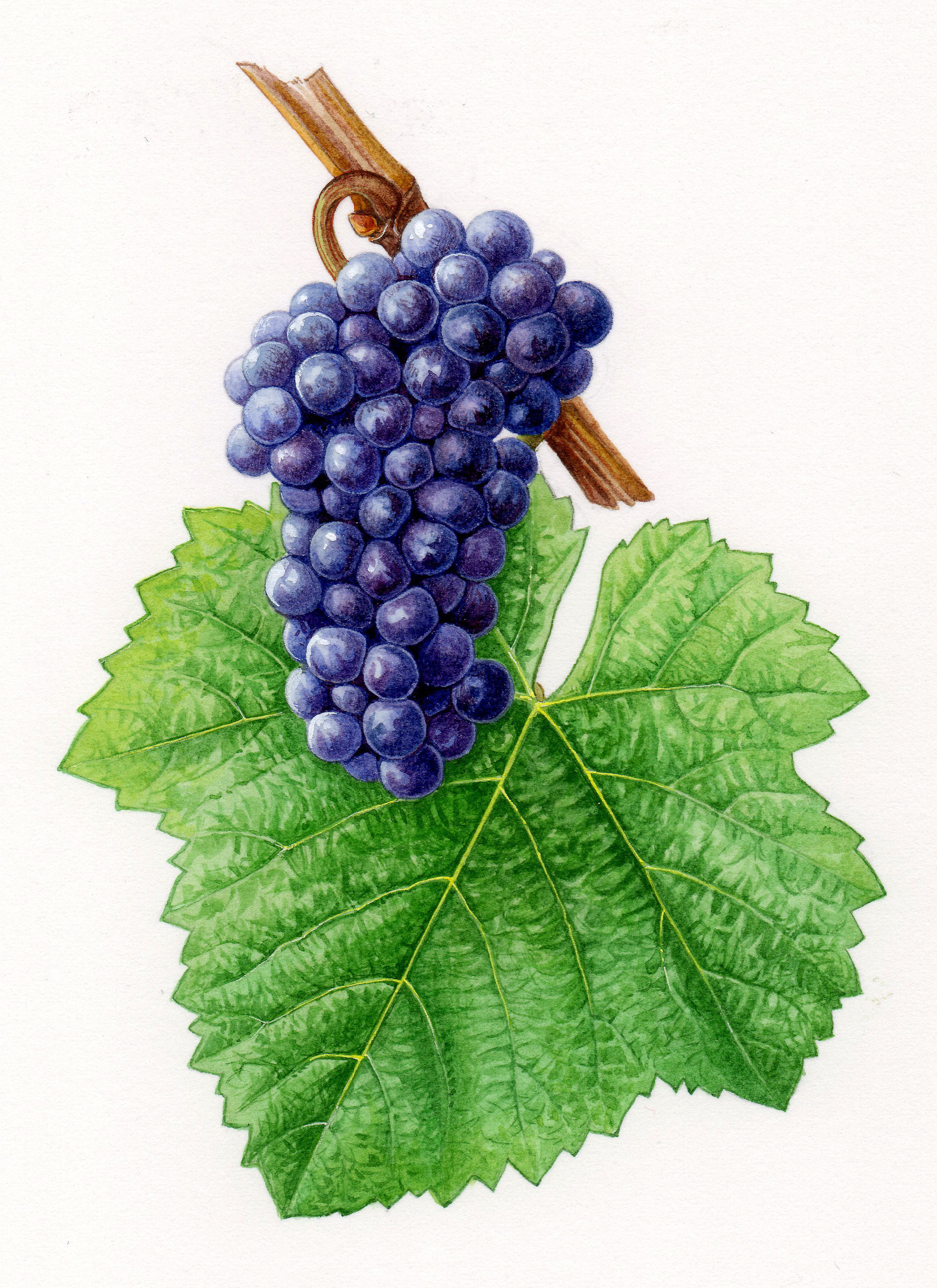
Grappe et feuille de pinot noir.

Les cépages autorisés par le cahier des charges de l'appellation pour faire du chambolle-musigny sont d'une part le pinot noir N (qualifié de cépage principal), et d'autre part les cépages accessoires (à concurrence de maximum 15 %) : chardonnay B, pinot blanc B et pinot gris G (appelé localement pinot beurot). Dans la pratique, les rouges sont composés uniquement de pinot noir.

Le pinot noir est constitué de petites grappes denses, en forme de cône de pin (d'où son nom) composées de grains ovoïdes, de couleur bleu sombre. C'est un cépage délicat, qui est sensible aux principales maladies et en particulier au mildiou, au rougeot parasitaire, à la pourriture grise (sur grappes et sur feuilles), et aux cicadelles. Ce cépage, qui nécessite des ébourgeonnages soignés, a tendance à produire un nombre important de grapillons. Il profite pleinement du cycle végétatif pour mûrir en première époque. Le potentiel d'accumulation des sucres est élevé pour une acidité juste moyenne et parfois insuffisante à maturité. Les vins sont assez puissants, riches, colorés et de garde. Ils sont moyennement tanniques en général.

### Méthodes culturales

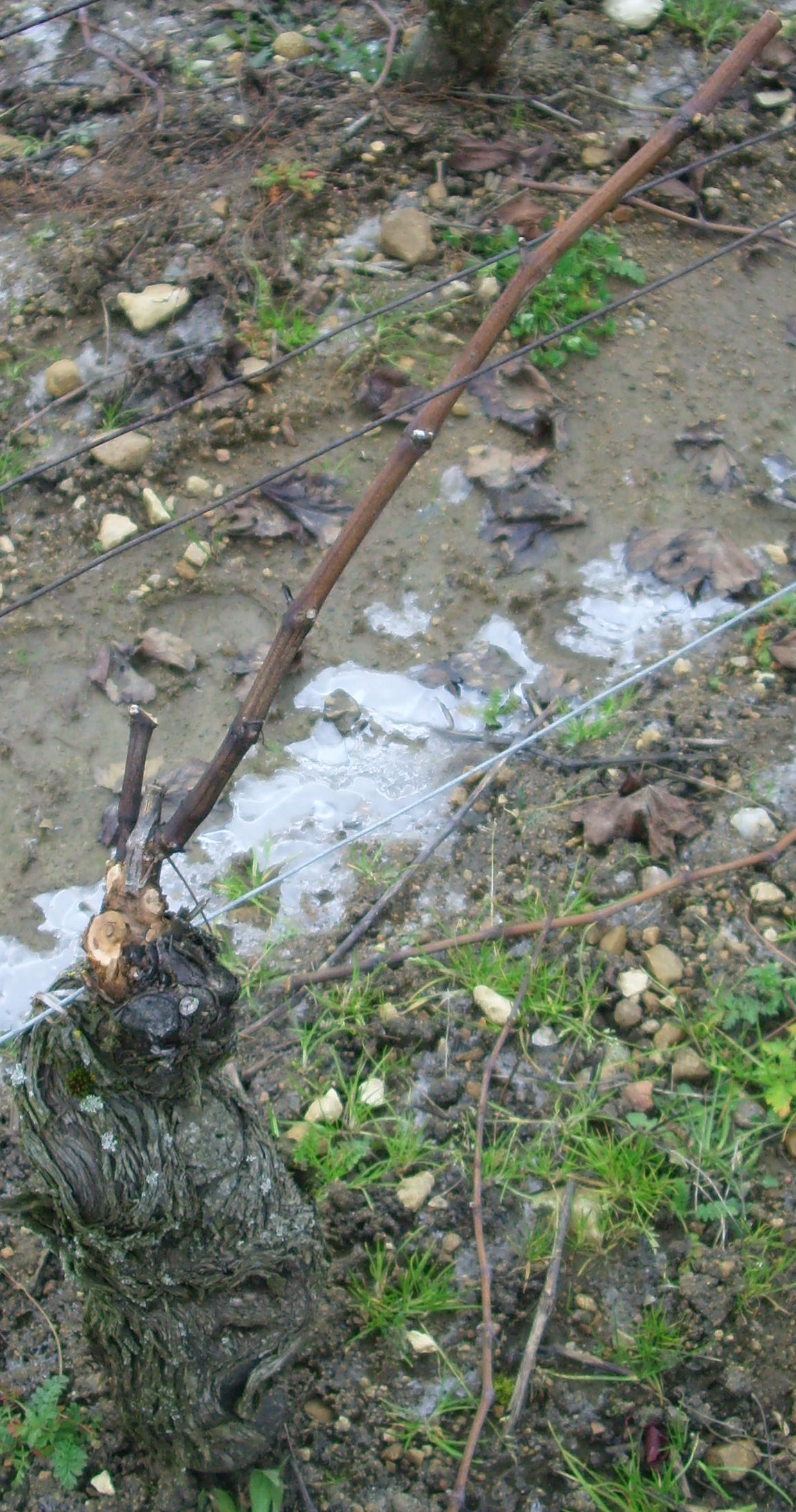
Pied de vigne taillé en guyot simple : une baguette est laissée.

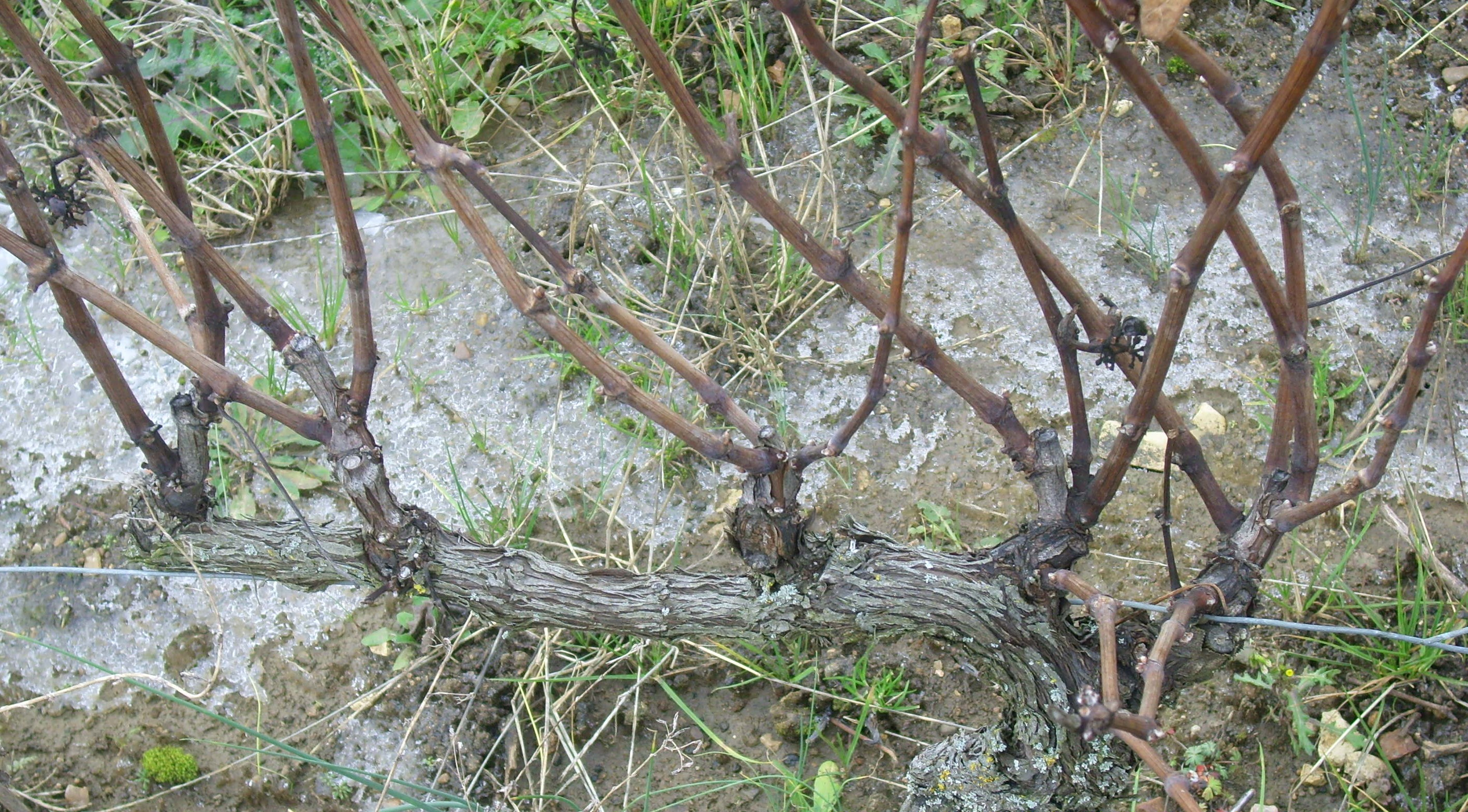
Pied taillé en cordon de Royat : cinq corsons sur un bras portant chacun plusieurs sarments.

Le travail dans les vignes est en partie manuel, en partie mécanique (avec un enjambeur). Le travail commence à la fin de l'automne, dès que la plante est en période de repos, avec la taille qui peut être préparée à la machine (la prétailleuse permet de broyer le haut des sarments), mais qui se fait essentiellement à la main. Cette taille peut être réalisée soit courte en « cordon de Royat », cordon bilatéral, gobelet et éventail, soit longue en « guyot simple », avec un nombre total d'yeux francs inférieur ou égal à huit. Les sarments coupés sont brûlés, souvent sur place dans des brouettes.
Comme les maladies ou les accidents de charrue tuent chaque année quelques pieds, ceux-ci sont marqués avant l'hiver avec un ruban, puis ces ceps morts sont déracinés avec une machine (la tarière, montée sur l'enjambeur), un maximum de racines est arraché, laissant un trou pour la plantation du nouveau pied porte-greffe. Un labourage ou « griffage » peut être réalisé dans le but d'aérer les sols et de supprimer les herbes, complété par un buttage pour protéger les pieds du gel, avec débuttage au printemps. Les fils porteurs, piquets et tendeurs sont remis en état au cours de l'hiver pour obtenir des rangs bien palissés. À la toute fin de l'hiver et au début du printemps, la taille se termine : les branches sont ajustées à la longueur désirée, sont couchées à l'horizontale et attachées au fil de fer.
Au printemps, le producteur peut pratiquer un ébourgeonnage (echtinage : suppression d'une partie des sarments) dès que la vigne a commencé à pousser : cette méthode permet de réguler un peu les rendements, d'améliorer l'alimentation des grappes et d'aérer la vigne (limitant ainsi les maladies). Le relevage est pratiqué lorsque la vigne commence à avoir bien poussé, ainsi que plusieurs rognages (consistant à passer l'enjambeur pour couper les rameaux de vignes qui dépassent du système de palissage) au début de l'été. Pour limiter l'enherbement entre les rangs (qui maintient de l'humidité, mais limite le ravinement) et empêcher les racines de se développer en surface, certains producteurs pratiquent un nouveau labourage ou passent la tondeuse, d'autres utilisent des herbicides (désherbage chimique). Pour protéger les pieds, les feuilles et les fruits des maladies cryptogamiques (mildiou, oïdium, pourriture grise, etc.) et des insectes ravageurs (eudémis et cochylis), plusieurs traitements des vignes sont pratiqués, avec des produits phytosanitaires (généralement chimiques, tel que la bouillie bordelaise contenant du sulfate de cuivre, utilisé comme fongicide) ou dans quelques cas avec des préparations biodynamiques. Des produits fertilisants sont utilisés, les viticulteurs faisant le choix entre les engrais chimiques et ceux naturels (compost ou fumier).
Une vendange en vert (coupe d'une partie des grappes lorsque les pieds sont trop chargés) peut être pratiquée : cette opération est faite dans le but de réguler les rendements et surtout de faciliter la maturité des raisins restants. Un effeuillage partiel peut être pratiqué au milieu de l'été, pour exposer les raisins à plus de soleil et limiter les maladies (qui sont favorisées par l'humidité). L'irrigation est interdite sur l'appellation. Enfin, la date du début des vendanges est choisie en fonction de la maturité du raisin (sa richesse en sucre) : le cahier des charges fixe un minimum en grammes de sucre par litre de moût de 180, montant à 189 en premier cru (ce qui donnerait des vins faiblement alcoolisés, de 10,5 à 11 % vol), que les producteurs n'ont pas de mal à dépasser. Les vendanges sont le plus souvent réalisées manuellement dans l'appellation, systématiquement en premier cru, ce qui nécessite temporairement une importante main d’œuvre : il faut des coupeurs, des porteurs (de hottes ou de cagettes) et des trieurs (à la réception en cuverie). Sur les parcelles les moins valorisées, les vendanges peuvent être réalisées mécaniquement avec une machine à vendanger ou une tête de récolte montée sur un enjambeur.

### Rendements
Les rendements sont limités par le cahier des charges de l'appellation à un maximum de 50 hectolitres par hectare (descendant à 48 hl/ha en premier cru).
Chaque année, ces rendements maximums peuvent être modifiés à la hausse ou à la baisse par un arrêté du ministère de l'Agriculture, dans la limite des rendements butoirs de l'appellation, fixés à 58 hl/ha (56 hl/ha en premier cru). Par exemple, pour la récolte 2022, la limite du rendement est légèrement augmentée par arrêté à 52 hl/ha pour le chambolle-musigny et 50 pour les chambolle-musigny premiers crus. Comme toutes les autres appellations, le syndicat des producteurs de chambolle-musigny peut demander auprès de l'INAO un « volume complémentaire individuel » (VCI) pour compenser une possible année de production inférieure en quantité ou en qualité : il s'agit d'une partie de la récolte, comprise entre le rendement maximum de l'appellation et le rendement butoir (il s'agit d'un dépassement de rendement) qui peut être mise en réserve et vendue plus tard assemblée avec le millésime de l'année suivante (dans la limite de 15 %). Le VCI en chambolle-musigny est limité à 8 hl/ha, avec un stockage maximal de 15 hl/ha (14 en 1er cru).
Le rendement réel, qu'on connait grâce aux déclarations annuelles des producteurs auprès de l'administration, est logiquement un peu inférieur à ces plafonds. Pour le chambolle-musigny, la surface déclarée en 2022 était de 93,662 ha, qui ont produits 3 970,18 hl de vin, soit un rendement moyen de 42 hl/ha cette année-là. Pour chacun des premiers crus, comprenant très peu de producteurs, les données restent confidentielles, sauf pour Les Amoureuses (4,435 ha et 196,74 hl, soit 44 hl/ha) et Les Charmes (8,76 ha et 364,75 hl, soit 42 hl/ha).

## Vins
La production annuelle de vin de l'appellation est de 5 953 hectolitres (un hectolitre = 100 litres = 133 bouteilles de 75 cl) en moyenne (pour les millésimes de 2014 à 2018), dont 2 233 hl classés en premiers crus. La moyenne des récoltes sur cinq ans entre 2004 et 2008 était de 6 127 hl en moyenne, dont 2 177 hl de premiers crus. La récolte était de 7 060 hl en 2023, dont 2 728 hl de premiers crus, soit près de 40 % du total.
Les données de production des années récentes, telles que publiées par les Douanes, sont :
| Année | chambolle-musigny | chambolle-musigny | chambolle-musigny | chambolle-musigny 1er cru | chambolle-musigny 1er cru | chambolle-musigny 1er cru |
| Année | superficie (ha)   | production (hl)   | rendement (hl/ha) | superficie (ha)           | production (hl)           | rendement (hl/ha)         |
| ----- | ----------------- | ----------------- | ----------------- | ------------------------- | ------------------------- | ------------------------- |
| 2022  | 93,6              | 3 970             | 42                | 53,4                      | 2 354                     | 44                        |
| 2023  | 92,7              | 4 332             | 47                | 57,9                      | 2 727                     | 47                        |
| 2024  | 91,6              | 1 526             | 17                | 57,3                      | 1 102                     | 19                        |

### Titres alcoométriques volumique minimal et maximal
| AOC                           | Rouge   | Rouge   |
| Titre alcoométrique volumique | minimal | maximal |
| Chambolle-musigny             | 10,5 %  | 13,5 %  |
| Chambolle-musigny premier cru | 11 %    | 14 %    |

### Vinification et élevage
Les techniques soustractives d’enrichissement sont autorisés en rouge dans la limite de 10 %, mais l'utilisation de pressoirs continus et de morceaux de bois est interdite par le cahier des charges. Les raisins vendangés sont triés, directement à la vigne ou à la cave avec une table de tri, ce qui permet d'enlever les raisins pourris, secs ou insuffisamment mûrs, ainsi que les insectes et débris végétaux. Les grappes sont le plus souvent éraflées à la machine (l'érafloir) pour limiter les tanins, l'amertume et l'acidité (certains producteurs n'éraflent pas, vinifiant en grappes entières). Il existe des petites différences de méthode de vinification et d'élevage entre les différents viticulteurs et négociants.
Pour faire du vin rouge, les raisins ne sont pas pressés immédiatement, pour que la matière solide (pépins, pellicule et pulpe) puisse donner de la couleur, des tanins et du goût au jus (traditionnellement, les raisins étaient seulement foulés). Une macération pré-fermentaire à froid est quelquefois pratiquée pendant plusieurs jours. La fermentation alcoolique peut démarrer, à partir des levures indigènes ou le plus souvent après un levurage. Se produit alors l'extraction des polyphénols (tanins et anthocyanes) et autres éléments qualitatifs du raisin (polysaccharides, etc.). L'extraction est favorisée par le pigeage, opération qui consiste à enfoncer jusqu'à deux fois par jour le chapeau de marc dans le jus en fermentation à l'aide d'un outil en bois ou aujourd'hui d'un robot pigeur hydraulique ; plus couramment, l'extraction est conduite par des « remontages », opération qui consiste à pomper le jus depuis le bas de la cuve pour arroser le chapeau de marc et ainsi lessiver les composants qualitatifs du raisin. Les températures de fermentation alcoolique peuvent être plus ou moins élevées suivant les pratiques de chaque vinificateur avec une moyenne générale de 28 à 35 degrés au maximum de la fermentation. La chaptalisation est réalisée si le degré d'alcool est insuffisant : cette pratique est réglementée.
À l'issue d'une fermentation alcoolique d'une dizaine de jours, le vin est décuvé (on obtient le vin de goutte) tandis que le marc restant est pressé (le vin de presse), puis le mélange des deux jus est d'abord débourbé quelques heures (par gravitation) puis la fermentation malolactique est lancée. Enfin, le vin est soutiré et mis en fûts (entonné) ou cuves pour son élevage : le vin s'enrichit lentement au contact des lies. Dans le cas de l'emploi de fût, plus favorable à une micro-oxygénation mais qui doivent être ouillés régulièrement, une partie du vin peut être mise dans des fûts neufs ou vieux d'une année, lui donnant un goût légèrement boisé. L'élevage se poursuit pendant plusieurs mois (12 à 24 mois) puis le vin est le plus souvent collé et filtré avant d'être mis en bouteilles.

### Gastronomie, millésimes, garde et température de service

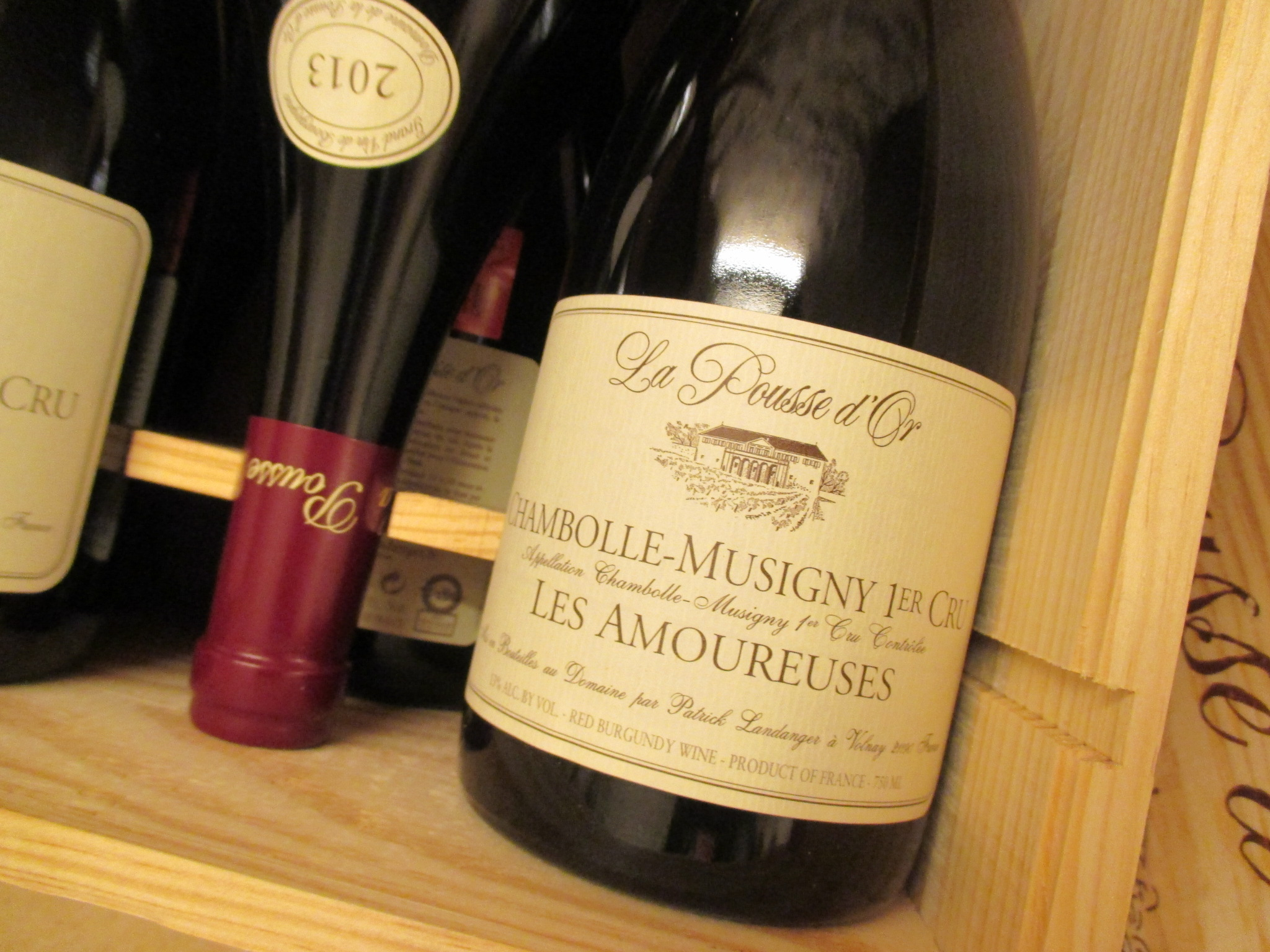
Bouteilles d'un des climats les plus réputés de l'appellation chambolle-musigny : le premier cru « Les Amoureuses ».

Le chambolle-musigny est un vin rouge décris comme ayant une robe plutôt rubis ou grenat, passant parfois à la couleur brique en vieillissant ; leur bouquet est souvent décrit comme marqué par des arômes évoquant les fruits, tel que le cassis, la framboise la cerise noire ou la mûre, ou des notes florales, entre autres la violette ou les roses séchées ; plus âgé, il évolue vers le fruit épicé, le pruneau, ou vers la truffe, le musc… Le chambolle est souvent présenté comme le vin le plus « féminin » des rouges de la côte de Nuits, c'est-à-dire comme étant un des moins taniques et des plus délicats.
La puissance et la finesse des vins de Chambolle-Musigny s'associe avec une cuisine élaborée : gibiers en sauce, pièce de bœuf grillée, gigot de mouton, agneau ou veau rôti, bœuf bourguignon, civet de lapin, chapon ou poulet de Bresse, coq au vin, fromages à saveur douce (tel que le cîteaux, le chaource, le vacherin, le brillat-savarin, le reblochon ou le brie de Meaux) ou ceux plus puissants à croûte lavée (tel que l'époisses, le langres ou L'Ami du Chambertin), etc. À servir autour de 13 à 15 °C.
Les vins de Chambolle-Musigny sont des vins de longue garde ; si la majorité des rouges sont à boire trois à quinze ans après leur vendange (à carafer quand ils sont jeunes), ils peuvent conserver leurs qualités jusqu'à 20 ans et plus pour les exceptions selon le millésime. Parmi les grands millésimes de chambolle-musigny, 1990, 2005 et 2009 ont été particulièrement excellents.

## Économie

### Structure des exploitations
Il existe des domaines viticoles de tailles différentes, ceux installés dans le village ou les communes viticoles voisines possédant le plus souvent plusieurs parcelles dispersées sur l'aire d'appellation, proposant ainsi une gamme de chambolle-musigny. Quelques climats sont exploités en monopole, tel que le premier cru Les Véroilles (domaine Ghislaine Barthod) et le clos du Village (Antonin Guyon).
Une partie des domaines mettent tout ou partie de leurs propres vins en bouteilles et en assure aussi la vente. Les autres, ainsi que ceux qui ne vendent pas tous leurs vins en bouteilles, les vendent aux maisons de négoce. Ces maisons de négoce achètent, en général, le vin fait (vin fini) mais parfois en raisin ou en moût. Elles achètent aux domaines en passant parfois par un courtier en vin qui sert d'intermédiaire moyennant une commission de l'ordre de 2 % à la charge de l'acheteur. Plusieurs vignerons complètent leur production en achetant des moûts à d'autres viticulteurs.

### Prix des vignes
À titre de comparaison, le prix de l'ouvrée de vignes (un hectare étant subdivisé en 24 ouvrées) au sein de l'appellation est estimé pour 2015 à environ 55 000 euros pour une parcelle de chambolle-musigny premier cru (avec une moyenne à 1 285 048 € pour un hectare) et de 37 000 € pour le reste de l'appellation communale (864 487 € l'ha). Cette moyenne est évidemment bien moindre que pour les grands crus, ainsi que pour l'appellation vosne-romanée (80 000 € en premier cru, 40 000 € sur le reste de l'appellation) ; mais elle est plus chère que les autres appellations communales de la côte de Nuits, tel que le vougeot (respectivement 45 000 et 25 000 €), le nuits-saint-georges (40 000 et 25 000 €), le gevrey-chambertin (36 000 et 22 000 €), le morey-saint-denis (29 000 et 17 500 €), le fixin (11 800 et 7 100 €), le côte-de-nuits-villages (6 000 €), le marsannay (4 800 €) ou un simple bourgogne rouge (à 1 800 € l'ouvrée sur l'ensemble de la Bourgogne).
En 2011, une parcelle de chambolle-musigny premier cru se vendait officiellement à environ 50 000 € pour une ouvrée (avec une moyenne à 1 168 225 € pour un hectare) et de 35 000 € pour le reste de l'appellation communale (817 758 € l'ha).
Pour une comparaison entre les appellations, on peut aussi prendre les prix (en € pour une pièce de 228 l) pratiqués officiellement pour le calcul des fermages en 2024, qui fournissent une hiérarchie :
- bourgogne hautes-côtes-de-nuits rouge, 1 358 ;
- morey-saint-denis, 4 907 ;
- chambolle-musigny, 7 048 ;
- morey-saint-denis premier cru rouge, 8 144 ;
- chambolle-musigny premier cru, 14 916 ;
- chambolle-musigny premier cru Les Amoureuses, 27 861 ;
- clos-de-vougeot, 28 755 ;
- échezeaux, 30 351 ;
- bonnes-mares, 36 172 ;
- grands-échezeaux, 37 229 ;
- musigny, 71 358.

### Commercialisation
La commercialisation de cette appellation se fait par divers canaux de vente : dans les caveaux des viticulteurs, dans les boutiques des négociants, dans les salons des vins (vignerons indépendants, etc.), dans les foires gastronomiques, chez un exportateur, dans les cafés, hôtels et restaurants, ainsi que dans les grandes et moyennes surfaces.

### Les producteurs de l'appellation
| - Domaine Amiot et Fils, à Morey-Saint-Denis ; - Domaine Servelle Amiot, à Chambolle-Musigny ; - Domaine Arlaud, à Morey-Saint-Denis ; - Domaine Belleville, à Rully ; - Domaine Bertagna, à Vougeot ; - Domaine Berthaut, à Fixin ; - Maison Albert Bichot, à Beaune ; - Maison Jean-Claude Boisset, à Nuits-Saint-Georges ; - Maison Bouchard Ainé & Fils, à Beaune ; - Bourgogne Cave Passion, à Fixin ; - Maison Boursot Père et Fils, à Chambolle-Musigny ; - Domaine René Bouvier, à Gevrey-Chambertin ; - Maison Pierre Brisset, à Bligny-lès-Beaune ; - Domaine René Cacheux et Fils, à Vosne-Romanée ; - Domaine Castagnier, à Morey-Saint-Denis ; - Domaine Jérôme Castagnier, à Morey-Saint-Denis ; - Cave de Nolay, à Nolay ; - Maison Chanzy, à Bouzeron ; - Château de la Commaraine, à Pommard ; - Château de Laborde, à Meursanges ; - Domaine du Château de Melin, à Auxey-Duresses ; - Domaine du Château de Pommard, à Pommard ; - Domaine du Château Philippe le Hardi, à Santenay ; - Domaine Bruno Clair, à Marsannay-la-Côte ; - Domaine Bruno Clavelier, à Vosne-Romanée ; - Domaine Cluny, à Brochon ; - Domaine Collotte, à Marsannay-la-Côte ; - Confuron Christian et Fils, à Vougeot ; - Domaine Jean-Jacques Confuron, à Premeaux-Prissey ; - Domaine Jack Confuron-Cotetidot, à Vosne-Romanée ; - Domaine Coquard Loison Fleurot, à Flagey-Echézeaux ; - Domaine Digioia-Royer, à Chambolle-Musigny ; - Domaine de la Pousse d'Or, à Volnay ; - Domaine de la Vougeraie, à Premeaux-Prissey ; - Domaine des Beaumont, à Morey-Saint-Denis ; - Maison Joseph Drouhin, à Beaune ; - Domaine Dubois R. et Fils, à Premeaux-Prissey ; - Dufouleur Frères, à Nuits-Saint-Georges ; - Domaine Dujac, à Morey-Saint-Denis ; - DVP Domaines & Vins de Propriété Bourgogne, à Nuits-Saint-Georges ; - Maison Edouard Delaunay, à L'Étang-Vergy - Domaine Evenstad, à Santenay ; - Domaine Faiveley, à Nuits-Saint-Georges ; - Domaine Felettig Gilbert et Christine, à Chambolle-Musigny ; - Domaine Gachot-Monot, à Corgoloin ; - Domaine Annie Gavignet, à Comblanchien ; - Maison Maurice Gavignet – Gavignet Père et Fils, à Nuits-Saint-Georges ; - Domaine Génot-Boulanger, à Meursault ; - Domaine François Gerbet – La Maison des Vins, à Vosne-Romanée ; - Domaine Gille, à Comblanchien ; | - Domaine Glantenay Pierre et Fils, à Volnay ; - Maison André Goichot, à Beaune ; - Domaine Anne Gros, à Vosne-Romanée ; - Domaine Michel Gros, à Vosne-Romanée ; - Domaine Olivier Guyot, à Marsannay-la-Côte ; - Domaine Henri de Villamont, à Savigny-lès-Beaune ; - Domaine Herestyn-Mazzini, à Gevrey-Chambertin ; - Domaine Louis Huelin, à Chambolle-Musigny ; - Domaine Lucien Jacob, à Échevronne ; - Maison Jaffelin, à Beaune ; - Domaine Alain Jeanniard, à Morey-Saint-Denis ; - Domaine Laurent Jeanniard, à Corgoloin ; - La Compagnie des Vins d'Autrefois, à Beaune ; - La Maison Romane, à Nuits-Saint-Georges ; - La Table de Pierre Bourée, à Gevrey-Chambertin ; - Maison Labouré-Roi, à Nuits-Saint-Georges ; - Domaine Lecheneaut, à Nuits-Saint-Georges ; - Les Parcellaires de Saulx, à Meursault ; - Domaine Chantal Lescure, à Nuits-Saint-Georges ; - Domaine Thibault Liger-Belair, à Nuits-Saint-Georges ; - Domaine Lignier Georges et Fils, à Morey-Saint-Denis ; - Maison Frédéric Magnien, à Morey-Saint-Denis ; - Domaine Stéphane Magnien, à Morey-Saint-Denis ; - Domaine Marchand Frères, à Gevrey-Chambertin ; - Maison Marchand-Tawse, à Nuits-Saint-Georges ; - MLC (Magnien – Lagarrigue – Cairol), à Beaune ; - Caveau Moillard, à Nuits-Saint-Georges ; - Maison Moillard-Grivot, à Meursault ; - Domaine Mongeard-Mugneret, à Vosne-Romanée ; - Domaine Thierry Mortet, à Gevrey-Chambertin ; - Domaine Gérard Mugneret, à Vosne-Romanée ; - Domaine Jean-Marc Naudin, à Nuits-Saint-Georges ; - Domaine Odoul-Coquard, à Morey-Saint-Denis ; - Domaine Manuel Olivier, à Nuits-Saint-Georges ; - Les Vins Philippe Pacalet, à Beaune ; - Maison Paul Reitz, à Corgoloin ; - Domaine Rion Armelle et Bernard, à Vosne-Romanée ; - Domaine Jean Charles Rion, à Premeaux-Prissey ; - Caves Ropiteau Frères (maison Boisset), à Meursault ; - Domaine Georges Roumier, à Chambolle-Musigny ; - Domaine Roux, à Saint-Aubin ; - Domaine Gérard Seguin, à Gevrey-Chambertin ; - Domaine Serafin, à Gevrey-Chambertin ; - Domaine Sigaut Anne et Hervé, à Chambolle-Musigny ; - Domaine Taupenot-Merme, à Morey-Saint-Denis ; - Domaine Tortochot, à Gevrey-Chambertin ; - Domaine Cécile Tremblay, à Vosne-Romanée ; - Domaine Truchetet, à Premeaux-Prissey ; - Domaine Comte Georges de Vogüé, à Chambolle-Musigny ; etc. |